# Gymnopilus brevipes
Gymnopilus brevipes là một loài nấm thuộc họ Cortinariaceae.